# バンコク・マス・トランジット・システム
バンコク・マス・トランジット・システムは、タイの企業である。
(英)Bangkok Mass Transit System Public Company Limited の頭文字をとってBTSCとも呼ばれる。日本語ではバンコク大衆輸送システム(社)とも呼称される。現地語の表記は บริษัท ระบบขนส่งมวลชนกรุงเทพ จำกัด (มหาชน)
BTSグループ・ホールディングスの子会社であり、複数の交通機関運営に携わる。
バンコク・スカイトレイン(以後、BTSと称す)となる都市鉄道開発事業に参画する目的で、1992年に設立された。
1999年のBTS開通以来、以後一貫して同鉄道の運営にあたる。2010年に開業したバンコクBRT、2020年に開業したゴールドラインの運営にも携わっている。

## 沿革
1992年、不動産会社であるタナーヨン社（当時）のKeeree Kanjanapasらにより合弁会社として創業。Keeree は役員の一人として就任した。
同年4月9日、バンコク・スカイトレインのコンセッション契約（商業運営開始後30年間）を獲得した。BOT(Build Operate Transfer)方式により、バンコク都(以後都あるいはBMAと称す)が土地を提供し、建設から運営まで一貫して担当するものである。

1996年にタイ証券取引所に上場する。1997年のアジア通貨危機により建設費が高騰したが、資金調達に成功して乗り切った。ところが、担保として銀行に預けられた自社株が放出され、経営権を失う危機に直面した。事態収拾のため裁判所に訴え出るとともに買戻しを進めた結果、開通日を目前にして過半数確保に成功する。
国王誕生日にあわせた1999年12月5日、BTSスクムウィット線・シーロム線を開業。2002年度実績では初の黒字営業を果たすが、同年に始まった長期借入金返済の不履行により事実上破綻してしまう。最終的に負債が約1000億 バーツにまで膨れ上がり、裁判所の監督のもと2008年に再建が承認された。
2010年1月、バンコクBRTの運営業者として入札し、運行業者となる。
2010年5月4日、タナーヨンから社名を変更したBTSグループ・ホールディングスの子会社となる。同時に、親会社は登録業種を不動産業から運輸業へ改めた。2013年、新株発行の代わりにBTS成長ファンド(BTSGIF)の募集を開始し、多額の資金調達に成功。

## その他
2011年、2020年に開通したスクムウィット線延伸区間についてはBOT方式ではなく都が線路を所有する上下分離方式によって運行されているが、この際の契約について建設主体のBMA側と主張が食い違い、長期にわたり裁判が続いた。最高行政裁判所によりBTSC側の主張が認められ、都側は約120億 バーツの債務を支払うよう命じられた。
バンコクで建設中の地下鉄オレンジラインの運営企業として名乗りを上げたが、入札によりバンコク・エクスプレスウェイ・アンド・メトロ(BEM)に敗れた。この入札において不当に排除されたと主張して裁判を起こしたが、2023年の敗訴により決着。一連の騒動により、同線の開業は延期が繰り返されることとなった。